# Gordon Ramsay - Fuori menù
Gordon Ramsay - Fuori menù (Gordon Ramsay: Uncharted) è un reality d'avventura statunitense con Gordon Ramsay. È stata distribuita a partire dal 21 luglio 2019 sul National Geographic e la prima stagione è composta da 6 puntate.
Il 29 aprile 2020 è stato annunciato che la seconda stagione sarebbe stata pubblicata a partire dal 7 giugno 2020.
Il 19 luglio 2020 è stato annunciato che la serie era stata rinnovata per una terza stagione che pubblicata a partire dal 31 maggio 2021 su National Geographic con la relativa puntata disponibile il giorno successivo su Disney+. La prima stagione è stata trasmessa su Channel 4 nel Regno Unito l'8 luglio 2021, mentre dalla seconda su 
In Italia la serie è andata in onda in prima visione sempre sui canali di National Geographic sulla piattaforma Sky Italia dal 21 luglio 2019.

## Puntate

### Prima stagione
Le puntate della prima stagione sono dirette da Jon Kroll.
| nº | Titolo originale           | Titolo italiano              | Prima TV UK    | Prima TV Italia |
| -- | -------------------------- | ---------------------------- | -------------- | --------------- |
| 1  | Peru's Sacred Valley       | La valle sacra degli Inca    | 21 luglio 2019 | 21 luglio 2019  |
| 2  | New Zealand's Rugged South | I segreti della cucina Maori | 28 luglio 2019 | 28 luglio 2019  |
| 3  | The Mountains of Morocco   | Avventure in Marocco         | 4 agosto 2019  | 4 agosto 2019   |
| 4  | Hawaii's Hana Coast        | In cucina alle Hawaii        | 11 agosto 2019 | 11 agosto 2019  |
| 5  | The Mighty Mekong of Laos  | Lungo il fiume Mekong        | 18 agosto 2019 | 18 agosto 2019  |
| 6  | Alaska's Panhandle         | Sopravvivenza in Alaska      | 25 agosto 2019 | 25 agosto 2019  |

### Seconda stagione
| nº | Titolo                              | Prima TV UK    | Prima TV Italia |
| -- | ----------------------------------- | -------------- | --------------- |
| 1  | Viaggio in Sudafrica                | 7 giugno 2020  | 7 giugno 2020   |
| 2  | Norvegia: nella terra dei vichinghi | 14 giugno 2020 | 14 giugno 2020  |
| 3  | Tasmania selvaggia                  | 21 giugno 2020 | 21 giugno 2020  |
| 4  | Nell'isola di Sumatra               | 28 giugno 2020 | 28 giugno 2020  |
| 5  | India, capitale delle spezie        | 5 luglio 2020  | 5 luglio 2020   |
| 6  | Nella giungla di Guayana            | 12 luglio 2020 | 12 luglio 2020  |
| 7  | Louisiana: i segreti in cucina      | 19 luglio 2020 | 19 luglio 2020  |

### Terza stagione
| nº | Titolo              | Prima TV UK    | Prima TV Italia |
| -- | ------------------- | -------------- | --------------- |
| 1  | Texas               | 31 maggio 2021 | 31 maggio 2021  |
| 2  | Portogallo          | 7 giugno 2021  | 7 giugno 2021   |
| 3  | Il Maine            | 14 giugno 2021 | 14 giugno 2021  |
| 4  | Croazia             | 21 giugno 2021 | 21 giugno 2021  |
| 5  | PortoRico           | 28 giugno 2021 | 28 giugno 2021  |
| 6  | Le Smokey Mountains | 5 luglio 2021  | 5 luglio 2021   |
| 7  | Islanda             | 12 luglio 2021 | 12 luglio 2021  |
| 8  | Finlandia           | 19 luglio 2021 | 19 luglio 2021  |
| 9  | Michigan            | 26 luglio 2021 | 26 luglio 2021  |
| 10 | Messico             | 1º agosto 2021 | 1º agosto 2021  |